# ميلاني ماركيز
ميلاني لوريل ماركيز-لاوير (من مواليد 16 يوليو 1964) هو مدربة تنمية شخصية فلبينية ، ممثلة ، منتجة أفلام ، مؤلفة ،  ومؤيدة للمشاهير. هي ملكة جمال وعارضة أزياء سابقة  من الفلبين وفازت في مسابقة ملكة جمال الأمم 1979 في طوكيو ، اليابان. يعني فوزها أن الفلبين كانت الدولة الأولى التي فازت باللقب ثلاث مرات. كانت أصغر فائزة بجائزة ملكة جمال الأمم في التاريخ في سن 15 عندما شاركت في المسابقة سنة 1979.

## روابط خارجية
- ميلاني ماركيز على موقع IMDb (الإنجليزية)
- ميلاني ماركيز على موقع قاعدة بيانات الفيلم (الإنجليزية)